# プラチャンダ・パス
プラチャンダ・パト（英: Prachanda path、プラチャンダの道、ネパール語ではプラチャンダ・パトと発音する）は、正確にはマルクス主義-レーニン主義-毛沢東主義-プラチャンダ・パト（मार्क्सवाद-लेनिनवाद-माओवाद र प्रचण्डपथ）。ネパール共産党毛沢東主義派のイデオロギーラインをいう。それはマルクス主義-レーニン主義-毛沢東主義の発展として考えられ、指導者プラチャンダに因んで名付けられた。
2001年2月、インド･パンジャブ州で開かれた第2回党総会で採択。プラチャンダ・パトの形成には、部分的にペルー共産党（センデロ・ルミノソ＝「輝ける道」）の綱領から着想を得ている。ペルー共産党のイデオロギーラインは「マルクス主義-レーニン主義-毛沢東主義-ゴンザロ思想」としている。
内容的には、「農村から都市部を包囲する」という毛沢東理論だけでは不十分だと考え、従来の人民戦争を継続しつつ、都市における大衆武装蜂起も進め，幅広い勢力による統一戦線の必要を説いた。また、新憲法の制定をめざし、暫定政府の設立を提唱した。
現実の歴史の展開を見ていると、「2006年の民主化運動」では、まず「7党連合」と連帯し、都市における激しい抗議行動を行い、その結果、国王の実質的権限を奪い、「制憲議会」を発足させており、大体、「プラチャンダ･パス」の通りに進行している部分が多い。ただ、武装闘争路線から議会制民主主義に軸足を移していることは路線の変更に当たるかもしれない。
なお、2009年1月、毛派とネパール共産党統一センター・マサル派の合同によりネパール共産党統一毛沢東主義派が成立するとともに、プラチャンダ･パトは路線として放棄された。